# Pistolenschild
Der Pistolenschild, auch Gonne, ist eine Schutz- und Angriffswaffe aus Europa.

## Beschreibung
Ein Pistolenschild besteht in der Regel aus Stahl. Er ist rund und nach außen konvex gearbeitet. Der Schild ist aus mehreren, dreieckigen Teilen zusammengefügt oder aus einem Stück getrieben. In der Mitte ist oft eine Ausbuchtung (Schildbuckel) angebracht, in dem der Lauf einer Vorderladerpistole angebracht ist. Bei manchen Versionen ist der Lauf nicht mittig, sondern vom Zentrum nach oben versetzt. Über dem Lauf ist oft eine gitterförmige Struktur aus dem Schild ausgearbeitet, durch den ein möglicher Feind bei hochgenommenem Schild beobachtet werden kann und zum Zielen benutzt wird. Diese Art Schild war im 16. Jahrhundert in Europa weit verbreitet. Die Leibwache Heinrich VIII von England trug diese Schilde. Mehrere Exemplare sind im Tower of London und in den Royal Armories in Leeds zu sehen (siehe Weblink).